# Discours sur le libre-échange

Discours sur le libre-échange  est un discours de Karl Marx écrit à l'occasion d'un congrès d'économistes sur le libre-échange en septembre 1847, portant plus particulièrement sur l'abolition des Corn Laws. Il ne peut le prononcer car la parole lui est refusée alors que son intervention est prête. Le déclamant le 9 janvier 1848 devant l'Association démocratique de Bruxelles, il réfute les arguments des libéraux tout en s'opposant au protectionnisme, et en soulignant le rôle déterminant de l'économie bourgeoise dans la paupérisation des travailleurs et la nécessité de leur union.